# Херман фон Мандершайд-Бланкенхайм
Херман фон Мандершайд-Бланкенхайм (на немски: Hermann von Manderscheid-Blankenheim; на латински: Herm. Comes a Manderscheidt-Virnenburg et Blankenheim; * 4 август 1535; † 4 януари 1604 в Бланкенхайм) е граф на Мандершайд–Бланкенхайм в Айфел, господар на Юнкерат, Ерп и Даун. Той е на служба при Рудолф II и е значим колекционер особено на древни останки.
Той е най-възрастният син на граф Арнолд I фон Мандершайд-Бланкенхайм (1500 – 1548) и съпругата му графиня Маргарета фон Вид (ок. 1505 – 1571), вдовица на граф Бернхард фон Бентхайм (1490 – 1528), дъщеря на граф Йохан III фон Вид (ок. 1485 – 1533) и съпругата му графиня Елизабет фон Насау-Диленбург (1488 – 1559). Майка му е сестра на Фридрих IV фон Вид († 1568), архиепископ и курфюрст на Кьолн (1562 – 1567).
Братята му са Йохан (1538 – 1592), епископ на Страсбург (1569 – 1592), Еберхард (1542 – 1607), Арнолд II (1546 – 1614), граф на Мандершайд-Бланкенхайм.
Херман се записва да следва през 1558 г. в Инголщат, 1559 в Падуа и 1560 в Рим. Първо той е домхер в Кьолн, напуска и се жени през 1567 г. за Юлиана фон Ханау.
Херман е смятан за учен. Той е протежираан от император Рудолф II, който му дава различни привилегии. Той има право да сече златни и сребърни монети. Получава право да прави годишен пазар в Бланкенхайм. Също той и неговите жители са освободени да се явяват пред чужд съд.
През 1584 г. той става императорски съветник и има различни дипломатически мосии. През 1594 г. императорът го изпраща на Райхстага в Регенсбург. През 1596 г. той е императорски комисар в Доленрейнския-Вестфалски имперски окръг. Той изисква там 500 конника за турската война на императора. Пътува и до Холандия.
Херман се интересува особено от историята през римско време и е в контакт с различни учени. Той купува множесто старинни предмети и ръкописи и ги поставя в замък Бланкенхайм или в градината на дворец Юнкерат. Някои от предметите днес се намират в Римско-германския музей в Кьолн и в Рейнския музей в Бон. Някои от манускриптите се намират във Валлраф-библиотеката в Кьолн, други във Валлраф-Рихарц музей в Кьолн.
Понеже няма деца той е последван в управлението от брат му Арнолд.

## Фамилия
Херман се жени на 18 януари 1567 г. за графиня Юлиана фон Ханау-Мюнценберг (* 30 март 1529; † 8 юли 1595), вдовица на Томас, вилд-и райнграф фон Салм-Кирбург-Пютлинген (1529 – 1553), дъщеря на граф Филип II фон Ханау-Мюнценберг (1501 – 1529) и графиня Юлиана фон Щолберг (1506 – 1580). Те нямат деца.